# 腓里努斯
腓里努斯（英語：Philinus of Cos），（？—前250年）。古希腊科斯的医生，为赫罗菲鲁斯的门生。他注重医疗经验和对病症的观察，避免了科学理论的影响。同时，他还培养了不少学徒，促进了医学的发展与进步。